# Banderovo
Banderovo Fiume városrésze Horvátországban, Tengermellék-Hegyvidék megyében.

## Fekvése
Fiume központjának északnyugati részén fekszik.

## Története
Banderovo neve viszonylag későn bukkan fel a történeti forrásokban Fiume 1851-ben I. Rossi által rajzolt térképén. A város környéki erdők legelők, szőlők és kertek ekkor váltak városi ingatlanokká, megváltoztak tulajdonosaik és nevük is. Vanda Ekl Fiuméról szóló könyvében az olvasható, hogy Banderovo területét korábban Musunišćénak nevezték és a környező területeknek máig sem változott a neve. Ezek délen Štranga, Cecilinovo és Pod pinjol, keleten Nad Lazaret, Anderlova és Šumber, északon Dolci pul potoka (Škurinje) és nyugaton Podmurvice. Amint azt a régi térképek mutatják valamennyi az egykor Fiumétől nyugatra fekvő Plase község keleti részéhez tartozott mielőtt a város területéhez csatolták.
1903-ban a Nad Lazaret nevű területen a gazdag helyi iparos Branchetta testvérek adományából a tehetséges fiumei építész Carlo Pergoli tervei szerint új szegényház és kápolna épült. Az otthonban kétszáz személyt tudtak elhelyezni és a férőhelyek száma még száz fővel volt bővíthető. Az épületet impozáns park övezte és széles gesztenyefasor vezetett hozzá. Ma az egyetem orvosi tanszéke működik benne. Az alapítók emléktáblája ma is látható az épület bejáratán.
Itt épült fel 1907-ben a „Gelsi” alapiskola, mely az idősek visszaemlékezései szerint korának egyik legmodernebb iskolaépülete volt, központi fűtéssel, melegvizes zuhanyzókkal. Mára eléggé kikezdte az idő vasfoga. Az olasz uralom idején Trieszti úti elemi iskolaként működött, majd Massimo D'Azeglio nevét vette fel. 1945 és 1953 között diákotthonként működött. 1953. szeptember 1-től külön olasz nyelvű tagozat kezdett működni benne, amelyhez 1954-től öt horvát nyelvű osztályt csatoltak.
1910 és 1912 között épült fel az új laktanya épülete elegáns, szecessziós stílusban. Ma az egyetem technikai tanszéke, hajóépítési és gépészeti szakiskola, valamint természettudományi és grafikus iskola van elhelyezve benne.